# Soekarno–Hatta nemzetközi repülőtér
A Soekarno–Hatta nemzetközi repülőtér (indonéz nyelven: Bandar Udara Internasional Soekarno-Hatta, (IATA: CGK, ICAO: WIII) Indonézia fővárosa, Jakarta két nemzetközi repülőterének egyike. Két kifutóval rendelkezik, melyek párhuzamosak, és egymástól 2,4 km-re vannak.

## Fekvése
A repülőtér Jáva szigetén, Indonéziában, Jakarta város központjától mintegy 20 km-re északnyugatra található.

## Elnevezés
A repülőteret Indonézia első elnöke, Sukarno, és első alelnöke, Mohammad Hatta után nevezték el. A helyiek gyakran Cengkareng-nek nevezik (erről kapta az IATA kódját is).

## Története

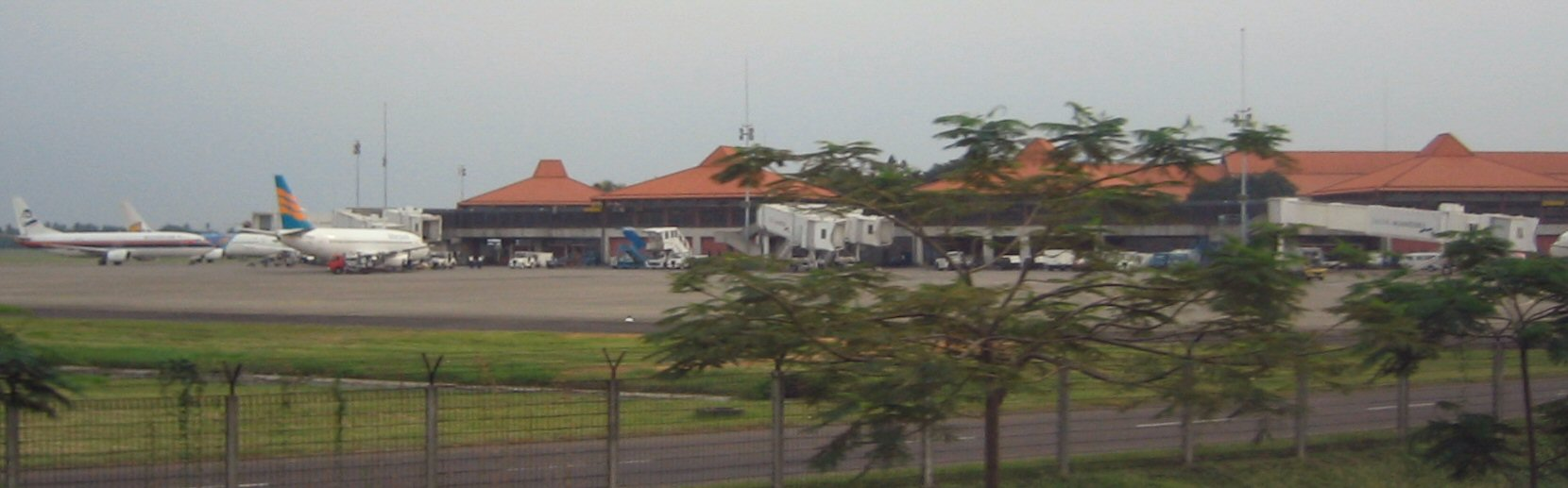
Soekarno-Hatta nemzetközi repülőtér, 1-es terminál

1985-ben kezdett működni, kiváltva a korábbi Kemayoran repülőteret (közép Jakarta) és a Halim Perdanakusuma repülőteret (kelet Jakarta). A Kemayorant azóta bezárták, a Halim Perdanakusuma még üzemel, főleg charterjáratokat és katonai járműveket fogad.
A repülőtér területe mintegy 18 km². Két terminálja van. Az 1-es terminál főleg hazai járatokat fogad, kivéve a Garuda Indonesia, és a Merpati Nusantara Airlines légitársaságok gépeit, mert ezek a 2-es terminálra érkeznek. A 2-es terminált 1992-ben nyitották meg, ide érkeznek a nemzetközi járatok is.
A repülőteret Paul Andreu francia tervező tervezte, ő készítette a párizsi Charles de Gaulle repülőtér terveit is.
A repülőtér a helyi építészet jellegzetességeit is magán viseli, a várótermek közötti trópusi kertek különös hangulatot kölcsönöznek neki.
A repülőtér a térségben lévő többi nemzetközi repülőtérhez viszonyítva alárendelt szerepet játszik, a nem túl előnyös stratégiai elhelyezkedés, a szűkös költségvetés, és a karbantartás hiánya miatt.
Az üzemeltető, az Angkasa Pura II egy új, modern terminál megépítését tervezi, a fejlesztéshez a nemzetközi utasoktól fejenként IDR 100 000-t (mintegy 9 USD/8 euró) díjat szed (a hazai utasok IDR 30 000-t fizetnek).

## Forgalomdiagram
Az utasforgalom az elmúlt években az alábbi módon változott:
| Utasok száma | 11 818 047 | 19 702 902 | 27 947 482 | 32 458 946 | 37 143 719 | 47 513 248 | 60 137 347 | 54 291 366 | 63 015 620 | 40 540 000 |
|              | 2001       | 2003       | 2005       | 2007       | 2009       | 2011       | 2013       | 2015       | 2017       | 2022       |

## Légitársaságok, célállomások

### 1. terminál
1/A terminál
- Indonesia AirAsia (Balikpapan, Batam, Denpasar/Bali, Medan, Padang, Surabaya)
- Dirgantara Air Service
- Lion Air (Ambon, Balikpapan, Banda Aceh, Banjarmasin, Batam, Bau Bau, Bengkulu, Bima, Denpasar/Bali, Gorontalo, Jambi, Kaimana, Kendari, Kupang, Makassar, Manado, Mataram, Medan, Padang, Palu, Pekanbaru, Semarang, Solo, Sorong, Sumbawa, Surabaya, Tahuna, Tarakan, Tual, Yogyakarta)
- Wings Air (Denpasar/Bali, Fak Fak, Luwuk, Manado, Mataram, Medan, Palembang, Pekanbaru, Sorong, Ternate, Yogyakarta)

1/B terminál
- Batavia Air (Balikpapan, Banjarmasin, Denpasar/Bali, Jambi, Kupang, Manado, Medan, Padang, Palembang, Pangkalpinang, Pekanbaru, Pontianak, Semarang, Surabaya, Tarakan, Yogyakarta)
- Kartika Airlines (Balikpapan, Batam, Ipoh, Johor Baharu, Medan, Surabaya, Tarakan)
- Sriwijaya Air (Balikpapan, Bandar Lampung, Banjarmasin, Batam, Bengkulu, Denpasar/Bali, Gorontalo, Jambi, Malang, Medan, Padang, Palangkaraya, Palembang, Pangkal Pinang, Pekanbaru, Pontianak, Semarang, Solo, Surabaya, Tanjung Pandan, Yogyakarta)

1/C terminál
- Adam Air (Balikpapan, Banda Aceh, Bandar Lampung, Banjarmasin, Bengkulu, Denpasar/Bali, Jambi, Makassar, Medan, Padang, Palembang, Pangkal Pinang, Pekanbaru, Pontianak, Semarang, Surabaya, Yogyakarta)
- Air Efata (Biak, Jayapura, Surabaya, Timika)
- Airfast Indonesia
- Garuda Indonesia
- Citilink (Balikpapan, Bandung, Denpasar/Bali, Kendari, Makassar, Pontianak, Surabaya, Tarakan)
- Mandala Airlines (Ambon, Balikpapan, Banjarmasin, Batam, Denpasar, Jambi, Makassar, Malang, Manado, Medan, Padang, Pekanbaru, Semarang, Surabaya, Tarakan, Yogyakarta)
- Jatayu Airlines (Balikapan, Batam, Medan, Pekanbaru)

### 2. terminál
2/D terminál
- Adam Air (Penang, Szingapúr)
- AirAsia (Kuala Lumpur)
- Air China (Peking, Xiamen)
- Air India (Mumbai, Szingapúr)
- Cathay Pacific (Hongkong)
- China Airlines (Hongkong, Taipei-Tajvan Taoyuan)
- China Southern Airlines (Guangzhou)
- Emirates (Colombo, Dubai, Kuala Lumpur, Szingapúr)
- Etihad Airways (Abu Dhabi)
- EVA Air (Taipei-Taijvan Taoyuan)
- Japan Airlines (Tokió-Narita)
- Korean Air (Szöul-Incheon)
- Kuwait Airways (Kuala Lumpur, Kuvaitváros)
- Lufthansa (Frankfurt, Szingapúr)
- Malaysia Airlines (Kuala Lumpur)
- Philippine Airlines (Manila, Szingapúr)
- Qantas (Perth, Sydney)
- Saudi Arabian Airlines (Dzsidda, Kuala Lumpur, Rijád)
- Singapore Airlines (Szingapúr)
- Thai Airways International (Bangkok-Suvarnabhumi, Szingapúr)
- Valuair (Szingapúr)
- Viva Macau (Makaó)
- Yemenia (Dubai, Kuala Lumpur, Szána)

2/E terminál
- Batavia Air (Guangzhou, Kuching)
- Garuda Indonesia (Bangkok-Suvarnabhumi, Peking, Dhahran, Guangzhou, Ho Si Minh-város, Hongkong, Dzsidda, Kuala Lumpur, Nagoya-Centrair, Oszaka-Kansai, Perth, Rijád, Shanghai-Pudong, Szingapúr, Tokió-Narita)
- AirAsia
- Indonesia AirAsia (Kuala Lumpur)
- Jatayu Airlines (Guangzhou, Ipoh, Penang, Szingapúr)
- KLM Royal Dutch Airlines (Amszterdam, Kuala Lumpur)
- Lion Air (Kuala Lumpur, Szingapúr)
- Merpati Nusantara Airlines
- Qatar Airways (Doha, Kuala Lumpur, Szingapúr)
- Royal Brunei (Bandar Seri Begawan)

2/F terminál
- Merpati Nusantara Airlines
- Garuda Indonesia (Ampenan, Balikpapan, Banda Aceh, Banjarmasin, Batam, Biak, Denpasar/Bali, Jayapura, Makassar, Manado, Medan, Padang, Palembang, Pekanbaru, Semarang, Solo, Surabaya, Timika, Yogyakarta)